# C++標準函式庫
C++中的標準程式庫（Standard Library）是类和函式的集合，其使用核心語言寫成。標準程式庫提供若干泛型容器、函式物件、泛型字串和串流（包含交互和檔案I/O），支援部分語言特性和常用的函式，如開平方根。C++標準程式庫也吸收了ISO C90 C標準程式庫。標準程式庫的特性宣告於std命名空間之中。
C++標準程式庫大量參考了並基於標準模板程式庫（STL）所建立的習慣用法，包含容器、演算法、迭代器、函式物件等。此一部分占去标准库相当大的比重，因而有些人錯誤地使用“STL”指称整个C++標準程式庫。但這並非為正確的概念，C++標準程式庫和STL共有了許多特性，但都不是彼此的超集。
使用C++標準程式庫時，不必加上「.h」。

## 标准头文件
以下文件包含标准库的声明。

### 容器
- <bitset>
- <deque>
- <list>
- <map>
- <queue>
- <set>
- <stack>
- <vector>

### 一般
- <algorithm>
- <functional>
- <iterator>
- <locale>
- <memory>
- <stdexcept>
- <utility>

### 字符串
- <string>

### 输入/输出流
- <fstream>
- <ios>
- <iostream>
- <iosfwd>
- <iomanip>
- <istream>
- <ostream>
- <sstream>
- <streambuf>

### 数值
- <complex>
- <numeric>
- <valarray>

### 语言支持
- <exception>
- <limits>
- <new>
- <typeinfo>

### C标准库
来自C标准库的所有头文件，以另一个名称包含在C++标准中。將原名称移去「.h」并在开头处加上「c」作为新的名称。例如「time.h」改成「ctime」。C++标准库的头文件与C标准库的头文件的唯一区别是，函数位于std::命名空间（虽然很少编译器严格遵守，通常的做法是同时放在全局与 std 内，例如 printf 和 std::printf 两者均有）。